# John Sivebæk
John Sivebæk (født 25. oktober 1961) er en tidligere landsholdsspiller i fodbold.

## På banen
John Sivebæk var en offensiv, hurtig og teknisk stærk wingback. Han indledte sin karriere som målmand i Vejle Boldklub i 1969, men som drengespiller blev han markspiller, da han skulle konkurrere om pladsen med den senere landsholdsmålmand Troels Rasmussen.
Da han 28 år senere sagde farvel til topfodbold, havde karrieren budt på ophold i bl.a. Manchester United, AS Saint-Étienne, AS Monaco og Pescara før han vendte hjem til Danmark for igen at spille for Vejle Boldklub. Karrieren på topplan blev afsluttet hos AGF.
John Sivebæk var med til at vinde flere nationale mesterskaber, og det blev til 87 kampe på A-landsholdet, hvor han bl.a. var med til at vinde EM i Sverige i 1992. Hans eneste landskampmål faldt i EM-kvalifikationskampen mod Irland 13/11 1985, hvor han scorede til 1-3.
Sivebæk var den første spiller til at score for Manchester United efter Alex Ferguson blev manager i klubben.

## Udenfor Banen
Efter den aktive karriere er John Sivebæk blevet kendt som international spilleragent. Blandt andet er han rådgiver for Thomas Gravesen og var således en central figur i den spændende handel, da Gravesen skiftede fra Everton FC til Real Madrid.
I dag bor John Sivebæk i Vejle sammen med konen Annette. Sammen har de sønnerne Christian og Nicolai. Den ældste søn, Christian Sivebæk, har arvet sin fars talent. Han spiller i dag i Viborg Fodsports Forening efter ophold hos bl.a. FC Midtjylland, Seattle Sounders FC fra USA og barndomsklubben Vejle Boldklub.
John er stadig aktiv på Vejle Boldklubs old boyshold og spiller desuden old starbold om sommeren, ligesom han også er med på old boyslandsholdet.

## Titler
- 1981 DBU's landspokalturnering – Vejle Boldklub
- 1984 Danmarksmesterskabet – Vejle Boldklub
- 1992 Europamester – Danmark

## Eksterne kilder
- John Sivebæks spillerprofil i DBU's Landsholdsdatabase
- John Sivebæks profil hos EU-football.info (engelsk)
- John Sivebæks spillerprofil på Transfermarkt (engelsk)
- John Sivebæks spillerprofil på national-football-teams.com (engelsk)
- John Sivebæks profil på WorldFootball.net (engelsk)
- John Sivebæks profil hos FootballDatabase.eu (engelsk)
- The man who set Fergie on his way
- Spillerprofil Vejle Boldklub Arkiveret 4. januar 2008 hos  Wayback Machine
- First Artist Skandinavia Arkiveret 20. oktober 2007 hos  Wayback Machine